# سیارک ۹۷۷۴
سیارک ۹۷۷۴ (به انگلیسی: 9774 Annjudge، نامگذاری:1993NO) نه هزار و هفتصد و هفتاد و چهارمین سیارک کشف شده‌است که در ۱۲ ژوئیه ۱۹۹۳ کشف شد.